# Halo: Combat Evolved
Halo: Combat Evolved (Engleski: Oreol: Razvijena Borba) (ili samo Halo,Halo 1) je pucačina iz prvog lica, video igra razvijena od strane Bungie Studios. Prva igra u serijalu Halo se je pojavila 15. novembra 2001. za Xbox igrački sistem. Sa više od pet miliona prodatih kopija širom sveta, Halo je odmah iza svog naslednika Halo 2 po broju prodatih primerka kad je reč o igrama za konzole.. Majkrosoft je je izdao verziju igre za Windows i Mac OS X 2003. Priča iz serijala je razrađena i adaptirana u mnogim knjigama.
Halo je smešten u 26. vek, a igrač se nalazi u ulozi Master Chiefa, kibernetički poboljšanog super vojnika. Igrača prati Cortana, veštačka inteligencija koja obitava u Master Chiefu. Igrači se bore protiv vanzemaljskih ratnika, što kao pešaci, što i raznim vozilima, otkrivajući tako tajne misterioznog prstena zvanog Halo. Igra je opisana kao laka za učenje, i dobila je pohvale zbog zanimljive priče.